# Управление специальных операций США
Управление специальных операций США, ранее известное как Управление специальных проектов (англ. Office of Special Projects / OSP) и Управление политической координации (англ. The Office of Policy Coordination / OPC) — подразделение для проведения секретных операций США, действовавшее под эгидой Центрального разведывательного управления (ЦРУ). Создано в качестве отдела ЦРУ 1 сентября 1948 года в соответствии с Директивой 10/2 Совета национальной безопасности от 18 июня 1948 года, одобренной президентом Г. Трумэном. Действовало как независимая структура в рамках ЦРУ до октября 1950 года, подчиняясь напрямую Государственному департаменту США и выполняя его указания. Затем управление вошло в иерархию ЦРУ и существовало в таком виде до 1 августа 1952 года, когда было преобразовано в Управление специальных операций (Office of Special Operations, OSO) для формирования Директората планирования (Directorate of Plans, DDP), впоследствии ставшего Оперативным директоратом.
Поручение этой работы ЦРУ было продиктовано тем, что оно контролировало внебюджетные средства, благодаря которым операции могли финансироваться с минимальным риском разоблачения в Вашингтоне.

## История
Созданию Управления предшествовала работы Группы специальных процедур (Special Procedures Group, SPG), организованной в марте 1948 года в соответствии со сверхсекретной Директивой 4-А Совета Национальной безопасности, принятой в декабре 1947 года с одобрения президента Гарри Трумэна. Группа была создана в подразделении ЦРУ, отвечавшем за сбор разведданных, и впервые использовалась для влияния на итальянские выборы 1948 года. Политический успех этой акции продемонстрировал, что психологическая/политическая война может быть ключом к победе в холодной войне. С другой стороны, Управление унаследовало опыт Подразделения стратегических служб (Strategic Services Unit, SSU) — службы разведки и контрразведки США, которую возглавлял помощник директора ЦРУ по специальным операциям (Assistant Director for Special Operations, ADSO). Расширенный мандат ЦРУ вызвал ревность в Государственном департаменте и Министерстве обороны. При создании Управления оно унаследовало все ресурсы SPG, включая более 2 миллионов долларов. Оно также приобрело средства и персонал Администрации по экономическому сотрудничеству (Economic Cooperation Administration, ECA), созданной в 1948 году для реализации Плана Маршалла и затем преобразованной в Агентство США по международному развитию.
18 июня 1948 г. Трумэн утвердил Директиву 10/2 Совета национальной безопасности, которой было создано Управление специальных проектов (Office of Special Projects, OSP). Ключевую роль в его создании сыграл Джордж Ф. Кеннан, директор отдела политического планирования Государственного департамента. Прежде чем управление начало свою деятельность 1 сентября 1948 года, оно было переименовано в Управление политической координации (Office of Policy Coordination). Изменение имени произошло в целях предотвращения излишнего общественного контроля; новое имя лучше маскировало тайный характер деятельности организации. Опытный разведчик Фрэнк Гардинер Виснер был предложен Государственным департаментом на должность первого директора управления.
Контроль над новым субъектом был крайне спорным. Хотя формально это был отдел ЦРУ, он был подотчётен Государственному департаменту, и директор ЦРУ Роскоу Х. Хилленкоттер (1947—1950) не имел над управлением никакой власти. По словам историка Григория Митровича, управление фактически «стал разведывательной службой для Госдепа и Минобороны».
Управление стало структурным подразделением ЦРУ, полностью подчиняющимся его руководству, 12 октября 1950 года, через несколько дней после того, как Хилленкоттера заменил Уолтер Беделл Смит. Новый директор просто объявил, что отныне он отвечает за Управление политической координации. После этого Смит стал непосредственно контролировать расширение секретных операций США, которые значительно увеличились в масштабе с принятием Меморандума Совета национальной безопасности 68. Смит опасался, что дополнительная ответственность подорвёт основную функцию ЦРУ, а именно сбор разведданных.
Управление политической координации втянулось в организационное соперничество с Отделом специальных операций (Office of Special Operations, OSO), в результате чего произошло дублирование операций, хотя OSO был сосредоточен на сборе информации, а не на действии. Смит попытался исправить ситуацию, назначив Аллена Даллеса 4 января 1951 года на новую должность своего заместителя по Директорату планирования (DDP), чтобы он курировал обе вышеупомянутых организации. По словам историка ЦРУ Анны Каралекас, это было просто косметическим изменением, и только 1 августа 1952 года Управление политической координации и Отдел специальных операций были должным образом объединены в Директорате планирования (DDP). Виснер, сменивший Аллена Даллеса 23 августа 1951 года, взял на себя командные функции. По словам Джона Прадоса, имя директората было призвано скрыть его истинную функцию.

## Помощники директора по политической координации[17]
Управление специальных операций возглавлял помощник директора ЦРУ по политической координации (Assistant Director for Policy Coordination, ADPC).
| Имя                        | Вступил в должность | Уволен             | Примечания |
| -------------------------- | ------------------- | ------------------ | --- |
| Фрэнк Виснер               | 1 сентября 1948 г.  | 23 августа 1951 г. | Виснер сменил Аллена Даллеса на посту директора департамента планирования 23 августа 1951 года. Даллес в тот же день был повышен до должности заместителя директора ЦРУ. |
| Полковник Килборн Джонстон | 23 августа 1951 г.  | 1 августа 1952 г.  | Управление прекратило своё существование 1 августа 1952 года. |

## Операционная сфера
Пункт 5 Директивы 10/2 определил сферу «секретных операций», которые будут осуществляться Управлением:
«Под „тайными операциями“ следует понимать всякую деятельность, которая проводится или поручается для проведения правительством против враждебных иностранных государств или групп или в поддержку дружественных иностранных государств или групп, но которые планируются и осуществляются таким образом, чтобы исключить любую ответственность правительства Соединённых Штатов за них и чтобы, если откроется роль правительства Соединённых Штатов, оно имело бы возможность отказаться нести любую ответственность за них. В частности, эти операции могут включать любую скрытую деятельность, относящуюся к пропаганде, мерам экономической войны, прямым превентивным действиям, включая саботаж, антисаботаж, разрушение и вывоз объектов; подрывную деятельность против враждебных государств, включая помощь подпольным движениям сопротивления, партизанам и эмигрантским группам, а также поддержку местных антикоммунистических элементов в находящихся под угрозой странах свободного мира. Такие операции не включают конфликты с применением официальных вооружённых сил, шпионаж, контршпионаж, а также прикрытие и обман для целей военных операций».
Управление быстро росло во время Корейской войны. В апреле 1951 года президент Трумэн учредил Совет по психологической стратегии, чтобы координировать всю американскую стратегию психологической войны.
Среди пропагандистских задач, выполненных сотрудниками ЦРУ в рамках психологической войны, было финансирование в 1954 году постановки голливудского мультфильма «Скотный двор» по повести-притче Джорджа Оруэлла, в которой аллегорическим образом должно было быть изображено коммунистическое общество.